# Liu Xiaoning
Liu Xiaoning, född 14 juli 1975, är en kinesisk före detta volleybollspelare. Hon blev olympisk silvermedaljör i volleyboll vid sommarspelen 1996 i Atlanta.